# おるき (小惑星)
おるき (48482 Oruki) は小惑星帯に位置する小惑星である。高知県芸西村の芸西観測所で関勉が発見した。
「おるき」とは土佐弁で「いるから」の意味である。高知新聞が2006年1月1日の朝刊でこの小惑星の名前を募集し、高知市小津町の奥村信子が「心の中の大切な人が『いつもここにおるき、頑張りよ』と応援してくれているような星に」という意味を込めて提案した名前が選ばれた。
選考委員の一人であった高知出身のシンガーソングライター矢野絢子によって、小惑星おるきのテーマソングが作られている。